# 이시현 (가수)
이시현(1987년 3월 4일 ~ )은 대한민국의 가수이다.

## 방송
- 2020년 : KBS2 《트롯 전국체전》
- 2021년 ~ 2022년 : MBN]《헬로트로트》

## 노래
- 2020년 : 너무합니다
- 2020년 : 오마이갓 김치 - 노란셔츠의 사나이
- 2021년 : 누구없소